# Kaliumheptafluorotantalat
Kaliumheptafluorotantalat, nach IUPAC genauer Kaliumheptafluoridotantalat(V), ist eine anorganische chemische Verbindung des Kaliums aus der Gruppe der Fluoridotantalate.

## Gewinnung und Darstellung
Kaliumheptafluorotantalat kann durch Reaktion von Tantal(V)-oxid mit Flusssäure und Kaliumhydrogendifluorid gewonnen werden.
{\displaystyle \mathrm {Ta_{2}O_{5}+6\ HF+4\ KHF_{2}\longrightarrow 2\ K_{2}[TaF_{7}]+5\ H_{2}O} }

## Eigenschaften
Kaliumheptafluorotantalat ist ein weißer Feststoff, der in Form von glänzenden, dünnen, kurzen Nadeln vorliegt. Er ist bequem aus Flusssäure umkristallisierbar. Die Verbindung besitzt über 200 °C eine orthorhombische Kristallstruktur mit der Raumgruppe Pmma (Raumgruppen-Nr. 51). Ansonsten eine monokline Kristallstruktur mit der Raumgruppe P21/c (Nr. 14).

## Verwendung
Kaliumheptafluorotantalat wird zur elektrochemischen Synthese von Tantaldiborid TaB2 verwendet. Es dient auch der Herstellung von Tantal durch Reduktion mit Natrium. Auf ähnliche Weise wurde 1825 von Jöns Jakob Berzelius erstmals Tantal hergestellt, wobei dieser Kalium anstelle von Natrium verwendete. K2[TaF7] dotiert mit Mn4+ wurde als Leuchtstoff für warmweiße LED vorgeschlagen, da es unter UV bzw. blauer Anregung intensive schmalbandige rote Lumineszenz aufweist.